# Waldersee (Adelsgeschlecht)

Wappen der Grafen von Waldersee

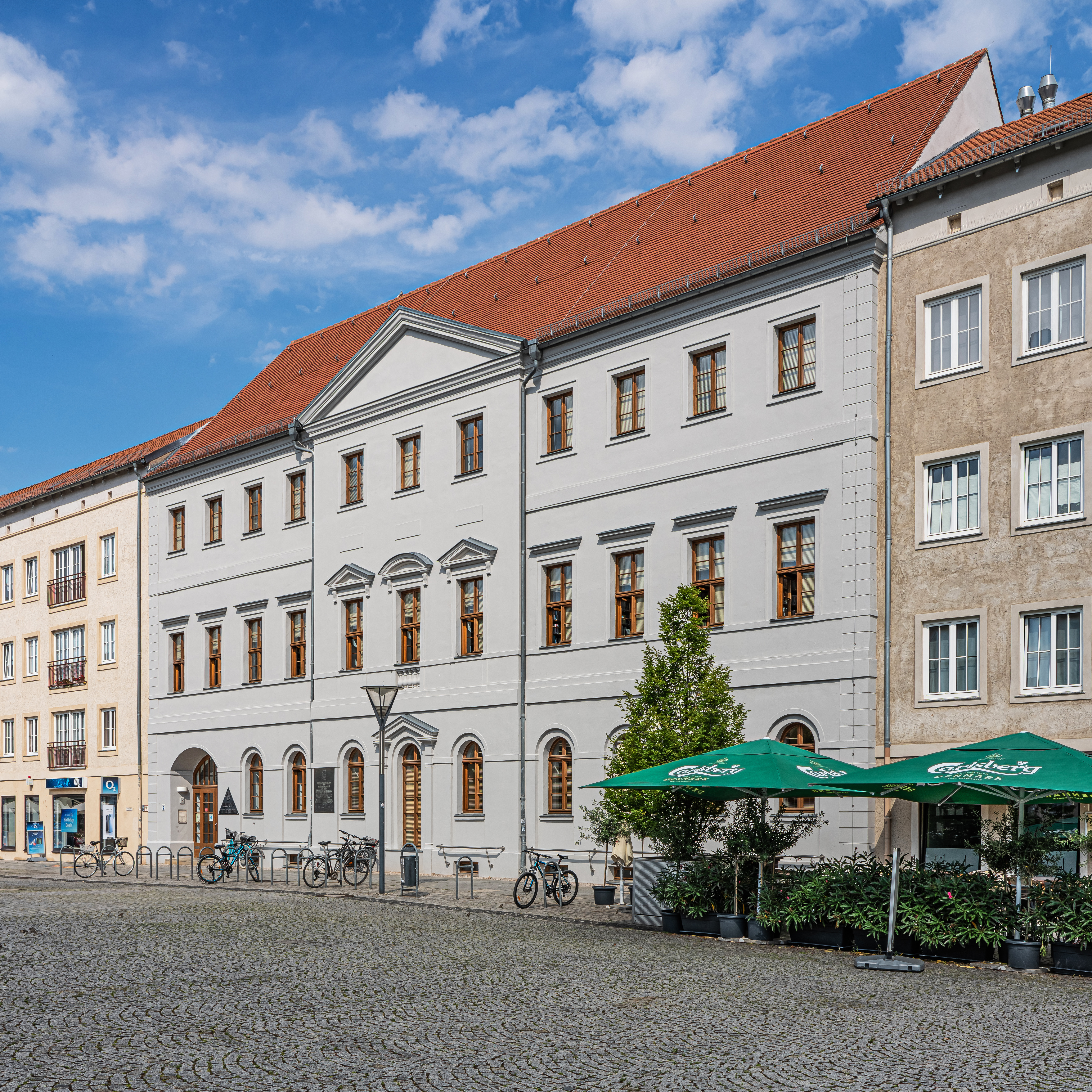
Palais Waldersee in Dessau

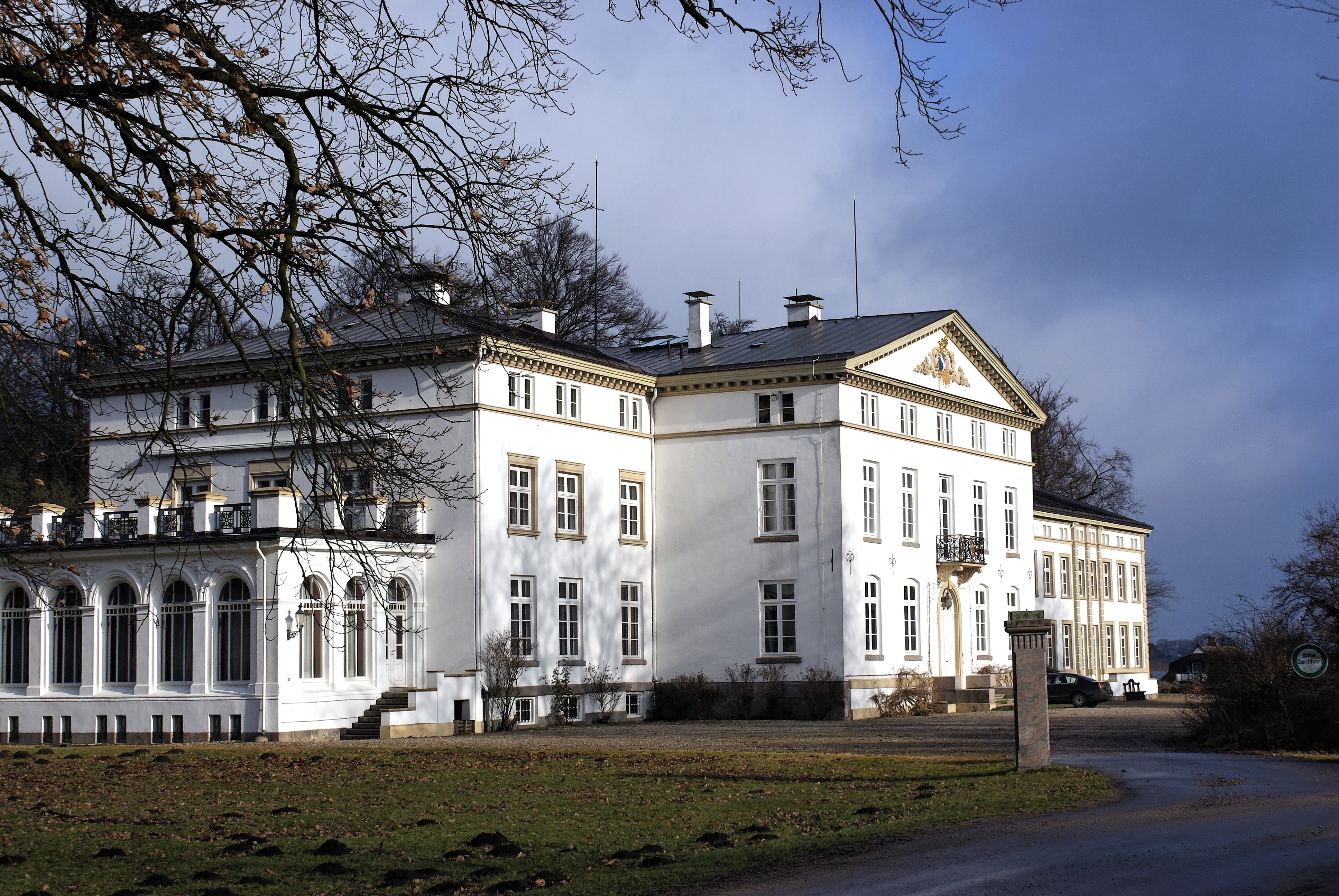
Herrenhaus Waterneverstorf

Waldersee ist der Name eines deutschen Adelsgeschlechts, das ähnlich wie die Grafen von Westarp eine morganatische Linie der Askanier darstellt. Die aus Anhalt-Dessau stammende Familie wurde 1786 in den preußischen Grafenstand erhoben.
Der Stammsitz der Grafen von Waldersee ist heute das Gut Waterneverstorf, das nach seinen jetzigen Besitzern auch Gut Waldersee genannt wird, in der Gemeinde Behrensdorf am Großen Binnensee im östlichen Schleswig-Holstein.

## Geschichte
Das Geschlecht der Grafen von Waldersee entstammt einer vorehelichen Verbindung des Askaniers Fürst Leopold III. Friedrich Franz von Anhalt-Dessau mit Johanne Eleonore geborene Hoffmeyer, nachmals vermählte von Neitschütz (1739–1816), Tochter des Ersten Predigers an der reformierten Kirche zu Zerbst und Schwester des Archidiakons an der Dessauer Großen Kirche. Aus dieser Verbindung gingen drei Kinder, zwei Töchter und ein Sohn, hervor. Dieser, Franz Graf von Waldersee (1763–1823), ein deutscher Beamter und Schriftsteller, erhielt in Anlehnung an das alte ausgestorbene Adelsgeschlecht der Waldeser bzw. nach der ehemaligen Burg Waldersee in Anhalt seinen Familiennamen und wurde am 15. Oktober 1786 in den preußischen Grafenstand erhoben. Sein Vater schenkte ihm im Jahr 1795 das Palais Waldersee in Dessau als Wohnsitz. Er heiratete die Enkelin von Wilhelm Gustav von Anhalt-Dessau (seine Cousine 2. Grades) Luise Karoline Casimira Sophie Gräfin von Anhalt (1767–1842). Sie hatten drei Söhne und drei Töchter.
Als 1897 die Grafen von Holstein-Holsteinborg im Mannesstamm erloschen, ging durch einen Erbvertrag ihr holsteinisches Gut Waterneverstorf auf die Grafen von Waldersee über, denen der Besitz bis heute gehört.

## Wappen
Das Wappen von 1786 ist von Gold und Rot geviert und belegt mit einem silbernen Herzschild, darin ein königlich gekrönter (preußischer) schwarzer Adler. Drei Helme mit rot-goldenen Decken: auf dem rechten zwei wachsende verschränkte, von Schwarz und Gold gestückte Arme, in den bloßen Händen je einen natürlichen Pfauenwedel haltend, auf dem mittleren ein hermelingestulpter roter Spitzhut, auf dem linken ein herzoglich gekrönter (schlesischer) schwarzer Adler. Schildhalter sind zwei einwärts sehende goldene Löwen.
Das Wappen der Grafen von Waldersee geht zurück auf das des alten ausgestorbene Adelsgeschlechts der Waldeser. Das Wappen der Waldeser Grafen, welches aus sechs Feldern in rot und gelb, sechs Fahnen, sowie drei Büscheln und Wedeln bestand, wurde in abgewandelter Form mit vier Feldern von Fürst Joachim Ernst in das Wappen der Fürsten von Anhalt und später in das Große Staatswappen des Herzogtums Anhalt integriert. In dieser Form bildet es auch die Grundlage für das Wappen der Grafen von Waldersee. Außerdem finden sich die Farben als Teil der Wappen von Dessau und Dessau-Roßlau als Zeichen für den Ortsteil Waldersee.

## Bekannte Familienmitglieder
- Alfred Graf von Waldersee (1832–1904), preußischer Generalfeldmarschall
- Bernhard Graf von Waldersee (* 1952), deutscher Diplomat
- Etta Gräfin von Waldersee, geb. von Le Fort (1902–1978), Vizepräsidentin des Deutschen Roten Kreuzes
- Franz von Waldersee (Autor) (1763–1823), deutscher Beamter und Schriftsteller
- Franz von Waldersee (General) (1791–1873), deutscher General der Kavallerie
- Franz von Waldersee (Admiral) (1835–1903), deutscher Vizeadmiral
- Friedrich Graf von Waldersee (1795–1864), preußischer Generalleutnant und Militärschriftsteller
- Friedrich Franz Graf von Waldersee (1829–1902), preußischer Generalleutnant
- Georg Graf von Waldersee (1824–1870), preußischer Oberst und Kommandeur des Königin Augusta Garde-Grenadier-Regiments Nr. 4
- Georg Graf von Waldersee (1860–1932), preußischer Generalleutnant
- Gustav Graf von Waldersee (1826–1861), preußischer Major im Infanterie-Regiment Nr. 67
- Gustav Graf von Waldersee (1864–1945), preußischer Generalmajor
- Marie Gräfin von Waldersee (1837–1914), deutsch-amerikanische Förderin sozialer Einrichtungen
- Paul Graf von Waldersee (1831–1906), preußischer Militärmusiker und Musikwissenschaftler

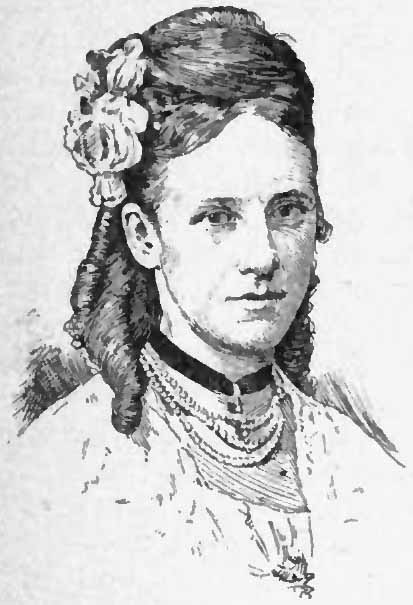
Marie Gräfin von Waldersee
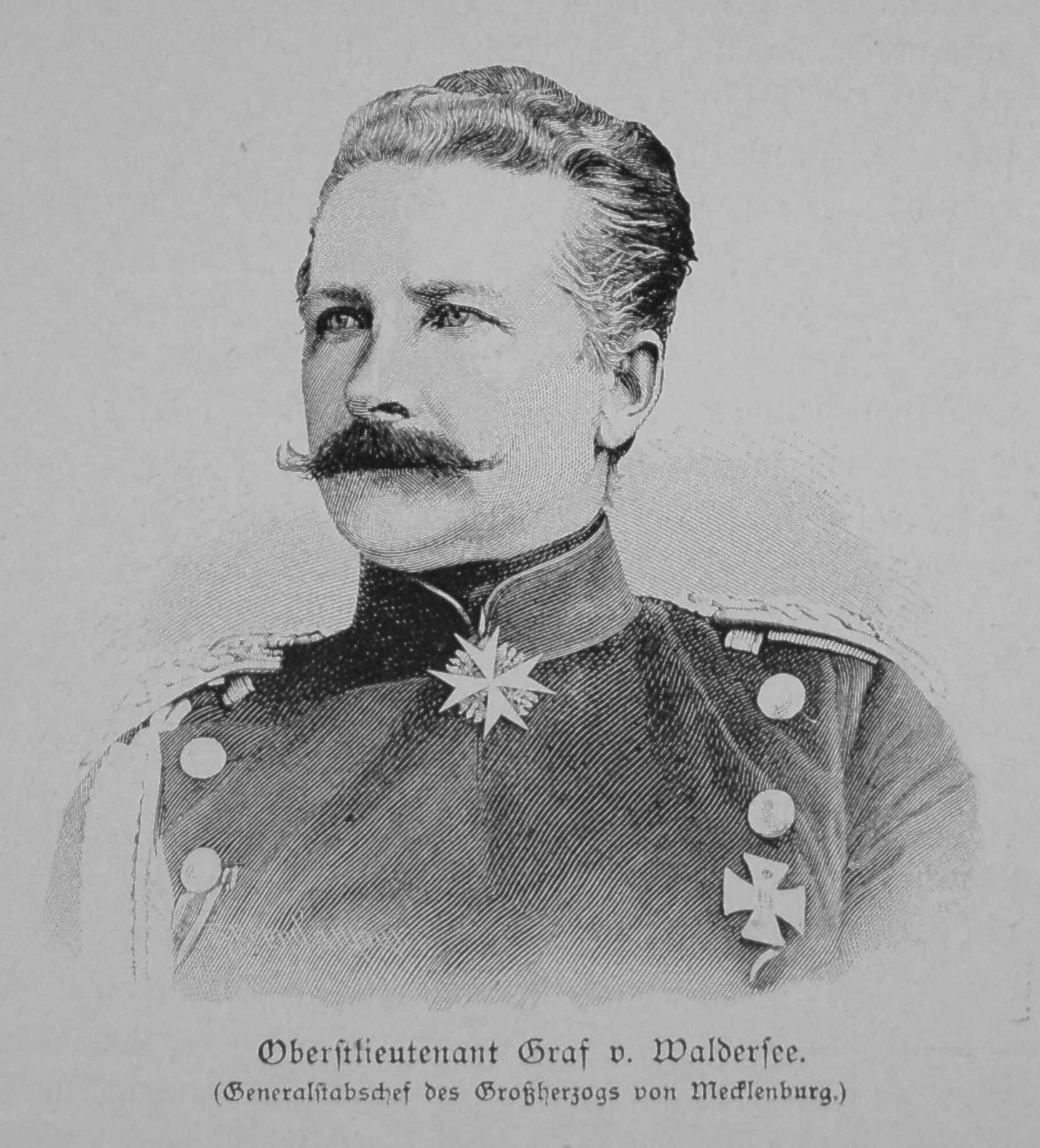
Alfred Graf von Waldersee

## Stammtafel
|                                      |                                      |                                      |                                      |                                      |                                      |  |  |                                                |                                                |                                                |                                                |                                                |                                                |  |  |                                                              |                                                              |                                                              |                                                              | Leopold I. Fürst von Anhalt-Dessau (1676–1747)               |                                                              |  |  |                                                  |                                                  |                                                  |                                                  |                                                  |                                                  |  |  |                                       |                                       |                                       |                                       |                                       |                                       |  |  |                                          |                                          |                                          |                                          |                                          |                                          |  |  |  |  |  |  |  |  |  |  |  |  |  |  |  |  |  |  |
|                                      |                                      |                                      |                                      |                                      |                                      |  |  |                                                |                                                |                                                |                                                |                                                |                                                |  |  |                                                              |                                                              |                                                              |                                                              |                                                              |                                                              |  |  |                                                  |                                                  |                                                  |                                                  |                                                  |                                                  |  |  |                                       |                                       |                                       |                                       |                                       |                                       |  |  |                                          |                                          |                                          |                                          |                                          |                                          |  |  |  |  |  |  |  |  |  |  |  |  |  |  |  |  |  |  |
|                                      |                                      |                                      |                                      |                                      |                                      |  |  |                                                |                                                |                                                |                                                |                                                |                                                |  |  |                                                              |                                                              |                                                              |                                                              |                                                              |                                                              |  |  |                                                  |                                                  |                                                  |                                                  |                                                  |                                                  |  |  |                                       |                                       |                                       |                                       |                                       |                                       |  |  |                                          |                                          |                                          |                                          |                                          |                                          |  |  |  |  |  |  |  |  |  |  |  |  |  |  |  |  |  |  |
|                                      |                                      |                                      |                                      |                                      |                                      |  |  |                                                |                                                |                                                |                                                |                                                |                                                |  |  | Wilhelm Gustav Erbprinz von Anhalt-Dessau (1699–1737)        | Wilhelm Gustav Erbprinz von Anhalt-Dessau (1699–1737)        | Wilhelm Gustav Erbprinz von Anhalt-Dessau (1699–1737)        | Wilhelm Gustav Erbprinz von Anhalt-Dessau (1699–1737)        | Wilhelm Gustav Erbprinz von Anhalt-Dessau (1699–1737)        | Wilhelm Gustav Erbprinz von Anhalt-Dessau (1699–1737)        |  |  | Leopold II. Fürst von Anhalt-Dessau (1700–1751)  | Leopold II. Fürst von Anhalt-Dessau (1700–1751)  | Leopold II. Fürst von Anhalt-Dessau (1700–1751)  | Leopold II. Fürst von Anhalt-Dessau (1700–1751)  | Leopold II. Fürst von Anhalt-Dessau (1700–1751)  | Leopold II. Fürst von Anhalt-Dessau (1700–1751)  |  |  |                                       |                                       |                                       |                                       |                                       |                                       |  |  |                                          |                                          |                                          |                                          |                                          |                                          |  |  |  |  |  |  |  |  |  |  |  |  |  |  |  |  |  |  |
|                                      |                                      |                                      |                                      |                                      |                                      |  |  |                                                |                                                |                                                |                                                |                                                |                                                |  |  | Wilhelm Gustav Erbprinz von Anhalt-Dessau (1699–1737)        | Wilhelm Gustav Erbprinz von Anhalt-Dessau (1699–1737)        | Wilhelm Gustav Erbprinz von Anhalt-Dessau (1699–1737)        | Wilhelm Gustav Erbprinz von Anhalt-Dessau (1699–1737)        | Wilhelm Gustav Erbprinz von Anhalt-Dessau (1699–1737)        | Wilhelm Gustav Erbprinz von Anhalt-Dessau (1699–1737)        |  |  | Leopold II. Fürst von Anhalt-Dessau (1700–1751)  | Leopold II. Fürst von Anhalt-Dessau (1700–1751)  | Leopold II. Fürst von Anhalt-Dessau (1700–1751)  | Leopold II. Fürst von Anhalt-Dessau (1700–1751)  | Leopold II. Fürst von Anhalt-Dessau (1700–1751)  | Leopold II. Fürst von Anhalt-Dessau (1700–1751)  |  |  |                                       |                                       |                                       |                                       |                                       |                                       |  |  |                                          |                                          |                                          |                                          |                                          |                                          |  |  |  |  |  |  |  |  |  |  |  |  |  |  |  |  |  |  |
|                                      |                                      |                                      |                                      |                                      |                                      |  |  |                                                |                                                |                                                |                                                |                                                |                                                |  |  | Albrecht Graf von Anhalt (1735–1802)                         | Albrecht Graf von Anhalt (1735–1802)                         | Albrecht Graf von Anhalt (1735–1802)                         | Albrecht Graf von Anhalt (1735–1802)                         | Albrecht Graf von Anhalt (1735–1802)                         | Albrecht Graf von Anhalt (1735–1802)                         |  |  | Leopold III. Fürst von Anhalt-Dessau (1740–1817) | Leopold III. Fürst von Anhalt-Dessau (1740–1817) | Leopold III. Fürst von Anhalt-Dessau (1740–1817) | Leopold III. Fürst von Anhalt-Dessau (1740–1817) | Leopold III. Fürst von Anhalt-Dessau (1740–1817) | Leopold III. Fürst von Anhalt-Dessau (1740–1817) |  |  |                                       |                                       |                                       |                                       |                                       |                                       |  |  |                                          |                                          |                                          |                                          |                                          |                                          |  |  |  |  |  |  |  |  |  |  |  |  |  |  |  |  |  |  |
|                                      |                                      |                                      |                                      |                                      |                                      |  |  |                                                |                                                |                                                |                                                |                                                |                                                |  |  | Albrecht Graf von Anhalt (1735–1802)                         | Albrecht Graf von Anhalt (1735–1802)                         | Albrecht Graf von Anhalt (1735–1802)                         | Albrecht Graf von Anhalt (1735–1802)                         | Albrecht Graf von Anhalt (1735–1802)                         | Albrecht Graf von Anhalt (1735–1802)                         |  |  | Leopold III. Fürst von Anhalt-Dessau (1740–1817) | Leopold III. Fürst von Anhalt-Dessau (1740–1817) | Leopold III. Fürst von Anhalt-Dessau (1740–1817) | Leopold III. Fürst von Anhalt-Dessau (1740–1817) | Leopold III. Fürst von Anhalt-Dessau (1740–1817) | Leopold III. Fürst von Anhalt-Dessau (1740–1817) |  |  |                                       |                                       |                                       |                                       |                                       |                                       |  |  |                                          |                                          |                                          |                                          |                                          |                                          |  |  |  |  |  |  |  |  |  |  |  |  |  |  |  |  |  |  |
|                                      |                                      |                                      |                                      |                                      |                                      |  |  |                                                |                                                |                                                |                                                |                                                |                                                |  |  | Luise Karoline Casimira Sophie Gräfin von Anhalt (1767–1842) | Luise Karoline Casimira Sophie Gräfin von Anhalt (1767–1842) | Luise Karoline Casimira Sophie Gräfin von Anhalt (1767–1842) | Luise Karoline Casimira Sophie Gräfin von Anhalt (1767–1842) | Luise Karoline Casimira Sophie Gräfin von Anhalt (1767–1842) | Luise Karoline Casimira Sophie Gräfin von Anhalt (1767–1842) |  |  | Franz Graf von Waldersee (1763–1823)             | Franz Graf von Waldersee (1763–1823)             | Franz Graf von Waldersee (1763–1823)             | Franz Graf von Waldersee (1763–1823)             | Franz Graf von Waldersee (1763–1823)             | Franz Graf von Waldersee (1763–1823)             |  |  |                                       |                                       |                                       |                                       |                                       |                                       |  |  |                                          |                                          |                                          |                                          |                                          |                                          |  |  |  |  |  |  |  |  |  |  |  |  |  |  |  |  |  |  |
|                                      |                                      |                                      |                                      |                                      |                                      |  |  |                                                |                                                |                                                |                                                |                                                |                                                |  |  | Luise Karoline Casimira Sophie Gräfin von Anhalt (1767–1842) | Luise Karoline Casimira Sophie Gräfin von Anhalt (1767–1842) | Luise Karoline Casimira Sophie Gräfin von Anhalt (1767–1842) | Luise Karoline Casimira Sophie Gräfin von Anhalt (1767–1842) | Luise Karoline Casimira Sophie Gräfin von Anhalt (1767–1842) | Luise Karoline Casimira Sophie Gräfin von Anhalt (1767–1842) |  |  | Franz Graf von Waldersee (1763–1823)             | Franz Graf von Waldersee (1763–1823)             | Franz Graf von Waldersee (1763–1823)             | Franz Graf von Waldersee (1763–1823)             | Franz Graf von Waldersee (1763–1823)             | Franz Graf von Waldersee (1763–1823)             |  |  |                                       |                                       |                                       |                                       |                                       |                                       |  |  |                                          |                                          |                                          |                                          |                                          |                                          |  |  |  |  |  |  |  |  |  |  |  |  |  |  |  |  |  |  |
|                                      |                                      |                                      |                                      |                                      |                                      |  |  |                                                |                                                |                                                |                                                |                                                |                                                |  |  |                                                              |                                                              |                                                              |                                                              |                                                              |                                                              |  |  |                                                  |                                                  |                                                  |                                                  |                                                  |                                                  |  |  |                                       |                                       |                                       |                                       |                                       |                                       |  |  |                                          |                                          |                                          |                                          |                                          |                                          |  |  |  |  |  |  |  |  |  |  |  |  |  |  |  |  |  |  |
|                                      |                                      |                                      |                                      |                                      |                                      |  |  |                                                |                                                |                                                |                                                |                                                |                                                |  |  |                                                              |                                                              |                                                              |                                                              |                                                              |                                                              |  |  |                                                  |                                                  |                                                  |                                                  |                                                  |                                                  |  |  |                                       |                                       |                                       |                                       |                                       |                                       |  |  |                                          |                                          |                                          |                                          |                                          |                                          |  |  |  |  |  |  |  |  |  |  |  |  |  |  |  |  |  |  |
|                                      |                                      |                                      |                                      |                                      |                                      |  |  | Franz Heinrich Graf von Waldersee (1791–1873)  | Franz Heinrich Graf von Waldersee (1791–1873)  | Franz Heinrich Graf von Waldersee (1791–1873)  | Franz Heinrich Graf von Waldersee (1791–1873)  | Franz Heinrich Graf von Waldersee (1791–1873)  | Franz Heinrich Graf von Waldersee (1791–1873)  |  |  |                                                              |                                                              |                                                              |                                                              |                                                              |                                                              |  |  |                                                  |                                                  |                                                  |                                                  |                                                  |                                                  |  |  | Eduard Graf von Waldersee (1793–1867) | Eduard Graf von Waldersee (1793–1867) | Eduard Graf von Waldersee (1793–1867) | Eduard Graf von Waldersee (1793–1867) | Eduard Graf von Waldersee (1793–1867) | Eduard Graf von Waldersee (1793–1867) |  |  | Friedrich Graf von Waldersee (1795–1864) | Friedrich Graf von Waldersee (1795–1864) | Friedrich Graf von Waldersee (1795–1864) | Friedrich Graf von Waldersee (1795–1864) | Friedrich Graf von Waldersee (1795–1864) | Friedrich Graf von Waldersee (1795–1864) |  |  |  |  |  |  |  |  |  |  |  |  |  |  |  |  |  |  |
|                                      |                                      |                                      |                                      |                                      |                                      |  |  | Franz Heinrich Graf von Waldersee (1791–1873)  | Franz Heinrich Graf von Waldersee (1791–1873)  | Franz Heinrich Graf von Waldersee (1791–1873)  | Franz Heinrich Graf von Waldersee (1791–1873)  | Franz Heinrich Graf von Waldersee (1791–1873)  | Franz Heinrich Graf von Waldersee (1791–1873)  |  |  |                                                              |                                                              |                                                              |                                                              |                                                              |                                                              |  |  |                                                  |                                                  |                                                  |                                                  |                                                  |                                                  |  |  | Eduard Graf von Waldersee (1793–1867) | Eduard Graf von Waldersee (1793–1867) | Eduard Graf von Waldersee (1793–1867) | Eduard Graf von Waldersee (1793–1867) | Eduard Graf von Waldersee (1793–1867) | Eduard Graf von Waldersee (1793–1867) |  |  | Friedrich Graf von Waldersee (1795–1864) | Friedrich Graf von Waldersee (1795–1864) | Friedrich Graf von Waldersee (1795–1864) | Friedrich Graf von Waldersee (1795–1864) | Friedrich Graf von Waldersee (1795–1864) | Friedrich Graf von Waldersee (1795–1864) |  |  |  |  |  |  |  |  |  |  |  |  |  |  |  |  |  |  |
|                                      |                                      |                                      |                                      |                                      |                                      |  |  |                                                |                                                |                                                |                                                |                                                |                                                |  |  |                                                              |                                                              |                                                              |                                                              |                                                              |                                                              |  |  |                                                  |                                                  |                                                  |                                                  |                                                  |                                                  |  |  |                                       |                                       |                                       |                                       |                                       |                                       |  |  |                                          |                                          |                                          |                                          |                                          |                                          |  |  |  |  |  |  |  |  |  |  |  |  |  |  |  |  |  |  |
| Georg Graf von Waldersee (1824–1870) | Georg Graf von Waldersee (1824–1870) | Georg Graf von Waldersee (1824–1870) | Georg Graf von Waldersee (1824–1870) | Georg Graf von Waldersee (1824–1870) | Georg Graf von Waldersee (1824–1870) |  |  | Friedrich Franz Graf von Waldersee (1829–1902) | Friedrich Franz Graf von Waldersee (1829–1902) | Friedrich Franz Graf von Waldersee (1829–1902) | Friedrich Franz Graf von Waldersee (1829–1902) | Friedrich Franz Graf von Waldersee (1829–1902) | Friedrich Franz Graf von Waldersee (1829–1902) |  |  | Alfred Graf von Waldersee (1832–1904)                        | Alfred Graf von Waldersee (1832–1904)                        | Alfred Graf von Waldersee (1832–1904)                        | Alfred Graf von Waldersee (1832–1904)                        | Alfred Graf von Waldersee (1832–1904)                        | Alfred Graf von Waldersee (1832–1904)                        |  |  | Marie Gräfin von Waldersee (1837–1914)           | Marie Gräfin von Waldersee (1837–1914)           | Marie Gräfin von Waldersee (1837–1914)           | Marie Gräfin von Waldersee (1837–1914)           | Marie Gräfin von Waldersee (1837–1914)           | Marie Gräfin von Waldersee (1837–1914)           |  |  | Paul Graf von Waldersee (1831–1906)   | Paul Graf von Waldersee (1831–1906)   | Paul Graf von Waldersee (1831–1906)   | Paul Graf von Waldersee (1831–1906)   | Paul Graf von Waldersee (1831–1906)   | Paul Graf von Waldersee (1831–1906)   |  |  | Gustav Graf von Waldersee (1826–1861)    | Gustav Graf von Waldersee (1826–1861)    | Gustav Graf von Waldersee (1826–1861)    | Gustav Graf von Waldersee (1826–1861)    | Gustav Graf von Waldersee (1826–1861)    | Gustav Graf von Waldersee (1826–1861)    |  |  |  |  |  |  |  |  |  |  |  |  |  |  |  |  |  |  |
| Georg Graf von Waldersee (1824–1870) | Georg Graf von Waldersee (1824–1870) | Georg Graf von Waldersee (1824–1870) | Georg Graf von Waldersee (1824–1870) | Georg Graf von Waldersee (1824–1870) | Georg Graf von Waldersee (1824–1870) |  |  | Friedrich Franz Graf von Waldersee (1829–1902) | Friedrich Franz Graf von Waldersee (1829–1902) | Friedrich Franz Graf von Waldersee (1829–1902) | Friedrich Franz Graf von Waldersee (1829–1902) | Friedrich Franz Graf von Waldersee (1829–1902) | Friedrich Franz Graf von Waldersee (1829–1902) |  |  | Alfred Graf von Waldersee (1832–1904)                        | Alfred Graf von Waldersee (1832–1904)                        | Alfred Graf von Waldersee (1832–1904)                        | Alfred Graf von Waldersee (1832–1904)                        | Alfred Graf von Waldersee (1832–1904)                        | Alfred Graf von Waldersee (1832–1904)                        |  |  | Marie Gräfin von Waldersee (1837–1914)           | Marie Gräfin von Waldersee (1837–1914)           | Marie Gräfin von Waldersee (1837–1914)           | Marie Gräfin von Waldersee (1837–1914)           | Marie Gräfin von Waldersee (1837–1914)           | Marie Gräfin von Waldersee (1837–1914)           |  |  | Paul Graf von Waldersee (1831–1906)   | Paul Graf von Waldersee (1831–1906)   | Paul Graf von Waldersee (1831–1906)   | Paul Graf von Waldersee (1831–1906)   | Paul Graf von Waldersee (1831–1906)   | Paul Graf von Waldersee (1831–1906)   |  |  | Gustav Graf von Waldersee (1826–1861)    | Gustav Graf von Waldersee (1826–1861)    | Gustav Graf von Waldersee (1826–1861)    | Gustav Graf von Waldersee (1826–1861)    | Gustav Graf von Waldersee (1826–1861)    | Gustav Graf von Waldersee (1826–1861)    |  |  |  |  |  |  |  |  |  |  |  |  |  |  |  |  |  |  |
|                                      |                                      |                                      |                                      |                                      |                                      |  |  |                                                |                                                |                                                |                                                |                                                |                                                |  |  |                                                              |                                                              |                                                              |                                                              |                                                              |                                                              |  |  |                                                  |                                                  |                                                  |                                                  |                                                  |                                                  |  |  |                                       |                                       |                                       |                                       |                                       |                                       |  |  |                                          |                                          |                                          |                                          |                                          |                                          |  |  |  |  |  |  |  |  |  |  |  |  |  |  |  |  |  |  |
|                                      |                                      |                                      |                                      |                                      |                                      |  |  |                                                |                                                |                                                |                                                |                                                |                                                |  |  |                                                              |                                                              |                                                              |                                                              |                                                              |                                                              |  |  |                                                  |                                                  |                                                  |                                                  |                                                  |                                                  |  |  |                                       |                                       |                                       |                                       |                                       |                                       |  |  |                                          |                                          |                                          |                                          |                                          |                                          |  |  |  |  |  |  |  |  |  |  |  |  |  |  |  |  |  |  |
| Georg Graf von Waldersee (1860–1932) | Georg Graf von Waldersee (1860–1932) | Georg Graf von Waldersee (1860–1932) | Georg Graf von Waldersee (1860–1932) | Georg Graf von Waldersee (1860–1932) | Georg Graf von Waldersee (1860–1932) |  |  | Franz Graf von Waldersee (1862–1927)           | Franz Graf von Waldersee (1862–1927)           | Franz Graf von Waldersee (1862–1927)           | Franz Graf von Waldersee (1862–1927)           | Franz Graf von Waldersee (1862–1927)           | Franz Graf von Waldersee (1862–1927)           |  |  |                                                              |                                                              |                                                              |                                                              |                                                              |                                                              |  |  |                                                  |                                                  |                                                  |                                                  |                                                  |                                                  |  |  |                                       |                                       |                                       |                                       |                                       |                                       |  |  |                                          |                                          |                                          |                                          |                                          |                                          |  |  |  |  |  |  |  |  |  |  |  |  |  |  |  |  |  |  |
| Georg Graf von Waldersee (1860–1932) | Georg Graf von Waldersee (1860–1932) | Georg Graf von Waldersee (1860–1932) | Georg Graf von Waldersee (1860–1932) | Georg Graf von Waldersee (1860–1932) | Georg Graf von Waldersee (1860–1932) |  |  | Franz Graf von Waldersee (1862–1927)           | Franz Graf von Waldersee (1862–1927)           | Franz Graf von Waldersee (1862–1927)           | Franz Graf von Waldersee (1862–1927)           | Franz Graf von Waldersee (1862–1927)           | Franz Graf von Waldersee (1862–1927)           |  |  |                                                              |                                                              |                                                              |                                                              |                                                              |                                                              |  |  |                                                  |                                                  |                                                  |                                                  |                                                  |                                                  |  |  |                                       |                                       |                                       |                                       |                                       |                                       |  |  |                                          |                                          |                                          |                                          |                                          |                                          |  |  |  |  |  |  |  |  |  |  |  |  |  |  |  |  |  |  |
|                                      |                                      |                                      |                                      |                                      |                                      |  |  |                                                |                                                |                                                |                                                |                                                |                                                |  |  |                                                              |                                                              |                                                              |                                                              |                                                              |                                                              |  |  |                                                  |                                                  |                                                  |                                                  |                                                  |                                                  |  |  |                                       |                                       |                                       |                                       |                                       |                                       |  |  |                                          |                                          |                                          |                                          |                                          |                                          |  |  |  |  |  |  |  |  |  |  |  |  |  |  |  |  |  |  |
|                                      |                                      |                                      |                                      |                                      |                                      |  |  | Georg Graf von Waldersee (1888–1966)           | Georg Graf von Waldersee (1888–1966)           | Georg Graf von Waldersee (1888–1966)           | Georg Graf von Waldersee (1888–1966)           | Georg Graf von Waldersee (1888–1966)           | Georg Graf von Waldersee (1888–1966)           |  |  | Alfred Graf von Waldersee (1898–1984)                        | Alfred Graf von Waldersee (1898–1984)                        | Alfred Graf von Waldersee (1898–1984)                        | Alfred Graf von Waldersee (1898–1984)                        | Alfred Graf von Waldersee (1898–1984)                        | Alfred Graf von Waldersee (1898–1984)                        |  |  | Etta Gräfin von Waldersee (1902–1978)            | Etta Gräfin von Waldersee (1902–1978)            | Etta Gräfin von Waldersee (1902–1978)            | Etta Gräfin von Waldersee (1902–1978)            | Etta Gräfin von Waldersee (1902–1978)            | Etta Gräfin von Waldersee (1902–1978)            |  |  |                                       |                                       |                                       |                                       |                                       |                                       |  |  |                                          |                                          |                                          |                                          |                                          |                                          |  |  |  |  |  |  |  |  |  |  |  |  |  |  |  |  |  |  |
|                                      |                                      |                                      |                                      |                                      |                                      |  |  | Georg Graf von Waldersee (1888–1966)           | Georg Graf von Waldersee (1888–1966)           | Georg Graf von Waldersee (1888–1966)           | Georg Graf von Waldersee (1888–1966)           | Georg Graf von Waldersee (1888–1966)           | Georg Graf von Waldersee (1888–1966)           |  |  | Alfred Graf von Waldersee (1898–1984)                        | Alfred Graf von Waldersee (1898–1984)                        | Alfred Graf von Waldersee (1898–1984)                        | Alfred Graf von Waldersee (1898–1984)                        | Alfred Graf von Waldersee (1898–1984)                        | Alfred Graf von Waldersee (1898–1984)                        |  |  | Etta Gräfin von Waldersee (1902–1978)            | Etta Gräfin von Waldersee (1902–1978)            | Etta Gräfin von Waldersee (1902–1978)            | Etta Gräfin von Waldersee (1902–1978)            | Etta Gräfin von Waldersee (1902–1978)            | Etta Gräfin von Waldersee (1902–1978)            |  |  |                                       |                                       |                                       |                                       |                                       |                                       |  |  |                                          |                                          |                                          |                                          |                                          |                                          |  |  |  |  |  |  |  |  |  |  |  |  |  |  |  |  |  |  |
|                                      |                                      |                                      |                                      |                                      |                                      |  |  |                                                |                                                |                                                |                                                |                                                |                                                |  |  |                                                              |                                                              |                                                              |                                                              |                                                              |                                                              |  |  |                                                  |                                                  |                                                  |                                                  |                                                  |                                                  |  |  |                                       |                                       |                                       |                                       |                                       |                                       |  |  |                                          |                                          |                                          |                                          |                                          |                                          |  |  |  |  |  |  |  |  |  |  |  |  |  |  |  |  |  |  |
|                                      |                                      |                                      |                                      |                                      |                                      |  |  | Jürgen Graf von Waldersee (1920–2008)          |                                                |                                                |                                                |                                                |                                                |  |  |                                                              |                                                              |                                                              |                                                              |                                                              |                                                              |  |  |                                                  |                                                  |                                                  |                                                  |                                                  |                                                  |  |  |                                       |                                       |                                       |                                       |                                       |                                       |  |  |                                          |                                          |                                          |                                          |                                          |                                          |  |  |  |  |  |  |  |  |  |  |  |  |  |  |  |  |  |  |
|                                      |                                      |                                      |                                      |                                      |                                      |  |  |                                                |                                                |                                                |                                                |                                                |                                                |  |  |                                                              |                                                              |                                                              |                                                              |                                                              |                                                              |  |  |                                                  |                                                  |                                                  |                                                  |                                                  |                                                  |  |  |                                       |                                       |                                       |                                       |                                       |                                       |  |  |                                          |                                          |                                          |                                          |                                          |                                          |  |  |  |  |  |  |  |  |  |  |  |  |  |  |  |  |  |  |
|                                      |                                      |                                      |                                      |                                      |                                      |  |  | Bernhard Graf von Waldersee (* 1952)           |                                                |                                                |                                                |                                                |                                                |  |  |                                                              |                                                              |                                                              |                                                              |                                                              |                                                              |  |  |                                                  |                                                  |                                                  |                                                  |                                                  |                                                  |  |  |                                       |                                       |                                       |                                       |                                       |                                       |  |  |                                          |                                          |                                          |                                          |                                          |                                          |  |  |  |  |  |  |  |  |  |  |  |  |  |  |  |  |  |  |